# Ständerling
Ein Ständerling bezeichnet im (ost-)schwäbischen Raum Deutschlands ein gemütliches Beisammensein, bei dem auch Kleinigkeiten zum Essen und Trinken gereicht werden können.
Oft wird ein Ständerling im Anschluss an andere Veranstaltungen, etwa Gottesdienste oder Vorträge, durchgeführt, aber auch im betrieblichen Rahmen wird ein nicht förmliches Zusammenstehen als Ständerling bezeichnet. Wichtig sind der ungezwungene Rahmen und das gemeinsame Essen und Trinken, währenddessen man sich austauschen kann. Ein Ständerling findet im Stehen statt, deshalb auch der Name.